# Harry Elmer Barnes
Harry Elmer Barnes, né le 15 juin 1889 et mort le 25 août 1968, est un historien américain qui, dans ses dernières années, a été connu pour son révisionnisme historique.
Il a écrit 30 livres, 100 essais et plus de 600 articles.